# قطر ۱۸۱۲ کیلومتر ۲۰۲۴
۱۸۱۲ کیلومتر قطر ۲۰۲۴ (به‌طور رسمی به عنوان ۲۰۲۴ قطر ایرویز ۱۸۱۲ کیلومتر شناخته می‌شود ) یک رویداد اتومبیل‌رانی از سری مسابقات جهانی استقامتی بود که در ۲ مارس ۲۰۲۴ به عنوان اولین مسابقه از هشت مسابقه مسابقات جهانی استقامتی فصل ۲۰۲۴ در پیست بین‌المللی لوسیل قطر برگزار شد. این مسابقه افتتاحیه فصل ۲۰۲۴ مسابقات جهانی استقامتی بود.

## پیش زمینه
این رویداد در ۹ ژوئن ۲۰۲۳، در آخر هفته مسابقه لمانز ۲۴ ساعته ۲۰۲۳ به صورت رسمی تأیید و اعلام شد. این مسابقه برای اولین بار در تقویم مسابقات جهانی استقامتی بود که در قطر برگزار می‌شد، همچنین قرار بود ۱۸۱۲ کیلومتر و در صورت عدم رعایت این مسافت حداکثر مسابقه ۱۰ ساعت به طول انجامد. دلیل این نامگذاری و مسافت (شماره ۱۸۱۲) اشاره ای به روز ملی قطر دارد.
این مسابقه همچنین اولین رویداد در تاریخ مسابقات جهانی استقامتی بدون حضور هر دو کلاس ال‌ام‌پی۲ و لمانز جی‌تی‌ای بود. کلاس ال‌ام‌پی۲ به دلیل افزایش تقاضا برای حضور در کلاس هایپر کار از این مسابقات حذف شد. با این حال، کلاس ال‌ام‌جی‌تی‌ای آماتور با کلاس جدید ال‌ام‌جی‌تی۳ (لمانز جی‌تی۳) جایگزین شد، که تقریباً به همان اندازه به خودروهای استاندارد جی‌تی۳ شباهت دارد، تنها تفاوت این کلاس با کلاس قبلی کیت بدنه داوطلبانه است که توسط تیم‌ها انتخاب می‌شود. علاوه بر این، سنسورهای گشتاور روی همه خودروها برای نظارت بر عملکرد پیشرانه قرار داده شده است.

### سیستم تعادل عملکرد
در ۱۶ فوریه ۲۰۲۴، فدراسیون بین‌المللی اتومبیل‌رانی تراز عملکردی (BoP) کلاس‌های هایپرکار و ال‌ام‌جی‌تی۳ را منتشر کرد.

## لیست ورودی
لیست رسمی ورودی در ۱۳ فوریه ۲۰۲۴ منتشر شد که شامل ۱۹ خودرو در کلاس هایپرکار و ۱۸ خودرو در کلاس ال‌ام‌جی‌تی۳ جدید بود. بی‌ام‌و، اتومبیلز آلپاین، لامبورگینی و ایزوتا فراشینی همگی هایپرکارهای جدید خود را برای مراسم افتتاحیه معرفی کرده‌اند. با این حال، تیم‌های گلیکنهاوس و وانوال نتوانستند در لیست ورودی هایپرکار تمام فصل قرار بگیرند.
در کلاس ال‌ام‌جی‌تی۳، استون مارتین، بی‌ام‌و، شورولت، فراری، فورد، لامبورگینی، لکسوس، مک‌لارن و پورشه توانستند نام خود را برای حضور تمام وقت در مسابقات جهانی استقامتی فصل ۲۰۲۴ را تضمین کنند که هر کدام با خودرو پا به این مسابقات می‌گذاشتند.

## برنامه‌ریزی برگزاری
| تاریخ                      | زمان (محلی: یوتی‌سی ۳:۰۰+) | رویداد                    |
| -------------------------- | ------------------------- | ------------------------- |
| پنجشنبه ۲۹ بهمن (۲۹ فوریه) | ۱۲:۲۰                     | تمرین آزاد ۱              |
| پنجشنبه ۲۹ بهمن (۲۹ فوریه) | ۱۷:۳۰                     | تمرین آزاد ۲              |
| جمعه ۱ اسفند (۱ مارچ)      | ۱۱:۰۰                     | آخرین آزاد ۳              |
| جمعه ۱ اسفند (۱ مارچ)      | ۱۶:۰۰                     | تعیین خط - کلاس ال‌ام‌جی‌تی۳ |
| جمعه ۱ اسفند (۱ مارچ)      | ۱۶:۲۰                     | تعیین خط - کلاس هایپرکار  |
| جمعه ۱ اسفند (۱ مارچ)      | ۱۶:۴۰                     | هایپرپل - ال‌ام‌جی‌تی۳       |
| جمعه ۱ اسفند (۱ مارچ)      | ۱۶:۵۸                     | هایپرپل - هایپرکار        |
| شنبه ۲ اسفند (۲ مارچ)      | ۱۱:۰۰                     | مسابقه                    |
| منبع:                      |                           |                           |

## تمرین
سه جلسه تمرین قبل از شروع مسابقه در روز شنبه وجود داشت: دو جلسه در روز پنجشنبه و یک جلسه در روز جمعه. جلسه صبح پنجشنبه قرار بود به مدت ۹۰ دقیقه برگزار شود اما به دلیل وجود پرچم قرمز سه دقیقه زودتر به پایان رسید. جلسه بعد از ظهر پنجشنبه ۹۰ دقیقه برنامه‌ریزی شده بود، اما به دلیل وجود پرچم قرمز چند دقیقه زودتر به پایان رسید. همچنین جلسه پایانی روز جمعه ۶۰ دقیقه به طول انجامید.

### تمرین ۱
اولین جلسه تمرین در ساعت ۱۲:۲۰ بعد از ظهر پنجشنبه به وقت شرق برگزار شد، در حالی که مت کمپبل با خودرو شماره ۵ پورشه پنسکی موتوراسپرت، با زمان ۱:۴۲٫۴۸۶ سریعترین زمان را ثبت کرد را به دست آورد، به پایان رسید. جیمز کالادو با خودرو شماره ۵۱ فراری ای‌اف کورس در رتبه دوم سریع‌ترین خودروها قرار گرفت و پس از آن کوین استره با خودروی شماره ۶ پورشه قرار گرفت. نیکو پینو در کلاس ال‌ام‌جی‌تی۳ با زمان ۱:۵۵٫۸۲۴ سریع‌ترین راننده تمرین اول بود، پس از آن آلسیو روورا با خودرو فراری شماره ۵۵ ویستا ای‌اف کورس و دیوید ریگن با خودرو فراری شماره ۵۴ قرار گرفتند. این جلسه در مجموع سه بار شاهد پرچم قرمز بود. توقف اول به دلیل مشکلات نرم‌افزاری در مرکز کنترل مسابقه و توقف دوم برای عکاس در یک منطقه خطرناک بود. توقف نهایی در سه دقیقه مانده به پایان اتفاق افتاد، زمانی که رافائل مارسیلو با خودرو شماره ۱۵ بی‌ام‌و با بیرون رفتن از پیست و برخورد با کناره پیست جلسه را چند دقیقه زودتر به پایان رساند.
| کلاس      | شماره. | تیم                    | راننده    | زمان     |
| --------- | ------ | ---------------------- | --------- | -------- |
| هایپرکار  | ۵      | پورشه پنسکی موتوراسپرت | مت کمپبل  | ۱:۴۲٫۴۸۶ |
| ال‌ام‌جی‌تی۳ | ۹۵     | یونایتد اتواسپورت      | نیکو پینو | ۱:۵۵٫۸۲۴ |
| منبع:     |        |                        |           |          |

- یادداشت: تنها برترین راننده هر کلاس نمایش داده می‌شود.

### تمرین ۲
دومین جلسه تمرین در ساعت ۵:۳۰ بعد از ظهر به وقت محلی در روز پنجشنبه برگزار شد. کوین استره با خودرو شماره ۶ پورشه پنسکی موتوراسپرت و با ثبت زمان ۱:۳۹٫۹۹۰ سریع‌ترین راننده کلاس هایپرکار بود. دومین نفر سریع، ژان اریک ورن با خودرو شماره ۹۳ پژو توتال انرژی بود، تیم جوتا پورشه هرتز شماره ۳۸ جنسون باتن نیز در رتبه سوم قرار گرفت. سیمون من در کلاس ال‌ام‌جی‌تی۳ با فراری شماره ۵۵ ویستا ای‌اف کورس و ثبت زمان ۱:۵۵٫۱۹۰ سریع‌ترین راننده روز بود. فرانچسکو کاستلاچی با خودرو شماره ۵۴ فراری در جایگاه دوم و شان گلائل با خودرو شماره ۳۱ بی‌ام‌و ام دبلیوآرتی تیم در جایگاه سوم قرار گرفتند. همچنین این جلسه تمرین شاهد دو پرچم قرمز بود. اولین پرچم قرمز به دلیل توقف ژان کارل ورنی وارد با خودرو شماره ۱۱ ایزوتا فراشینی در پیچ ۶ اتفاق افتاد. دومین توقف تمرین دوم به دلیل توقف خودرو لامبورگینی شماره ۶۳ میرکو بورتولوتی از این آیرون لینکس اتفاق افتاد جلسه تمرین پس از این اتفاق از سر گرفته نشد.
| کلاس      | شماره. | تیم                    | راننده     | زمان     |
| --------- | ------ | ---------------------- | ---------- | -------- |
| هایپرکار  | ۶      | پورشه پنسکی موتوراسپرت | کوین استره | ۱:۳۹٫۹۹۰ |
| ال‌ام‌جی‌تی۳ | ۵۵     | ویستا ای‌اف کورس        | سیمون من   | ۱:۵۵٫۱۹۰ |
| منبع:     |        |                        |            |          |

- یادداشت: تنها برترین راننده هر کلاس نمایش داده می‌شود

### تمرین نهایی
سومین و آخرین جلسه تمرین در ساعت ۱۱:۰۰ به وقت محلی قطر در صبح روز جمعه برگزار شد و الکس لین با کادیلاک ریسینگ شماره ۲ با ثبت زمان دور ۱:۴۰٫۶۶۷ سریعترین راننده تمرین نهایی در کلاس هایپرکار بود. مت کمبل با خودرو شماره ۵ تیم پورشه پنسکس موتوراسپرت دوم شد و پس از آن کالوم ایلوت با خودرو شماره ۱۲ تیم جوتا هرتز پورشه قرار گرفت. الکس ریبراس در کلاس ال‌ام‌جی‌تی۳ با خودرو شماره ۲۷ هارت آف ریسینگ و تیم استون مارتین سریع‌ترین راننده بود که زمان دور ۱:۵۴٫۹۶۴ را ثبت کرد. در رده دوم، دیوید ریگن با فراری شماره ۵۴ ویستا ای‌اف کورس، و هم تیمی او، سیمون من با فراری شماره ۵۵ در رتبه سوم قرار گرفت. این جلسه پس از پانزده دقیقه یک توقف داشت، جیمز کاتینگهام با خودرو شماره ۵۹ یونایتد اتواسپورت با مک‌لارن خود را در پیچ ۵ در سنگریزه‌ها گیر کرد.

## تعیین خط
برای اولین بار در تاریخ مسابقات جهانی استقامتی، فرمت هایپرپل در همه مسابقات به جای فقط در لمانز استفاده شد. در این فرمت، هر دو کلاس یک جلسه ۱۲ دقیقه ای دریافت می‌کنند که در آن ۱۰ خودروی برتر سریع به هایپرپل راه می‌یابند. جلسه هایپرپل ۱۰ دقیقه طول می‌کشد، که مشخص می‌کند کدام خودرو مسابقه را از خط یک شروع می‌کند.
تعیین خط در ساعت ۱۶:۰۰ به وقت محلی در روز جمعه آغاز شد. دو جلسه اول به ترتیب برای خودروهای کلاس ال‌ام‌جی‌تی۳ و هایپرکار بود که پس از آن ۱۰ نفر برتر هر کلاس به هایپرپل راه پیدا می‌کردند. اولین جلسه هایپرپل برای خودروهای ال‌ام‌جی‌تی۳ بود. تام ون رومپوی با زمان ۱:۵۴٫۳۷۲ سریعترین راننده کلاس ال‌ام‌جی‌تی۳ با خودرو شماره ۸۱ تی اف اسپرت کوروت بود. در رده دوم دوم، الکس مالیخین با خودرو شماره ۹۲ کانتی پیورآراکسینگ و توماس فلور با خودرو شماره ۵۴ فراری در رتبه سوم قرار گرفت. در کلاس هایپرکار، مت کمپبل با پورشه شماره ۵ تیم پورشه پنسکی موتوراسپرت با زمان ۱:۳۹٫۳۴۷ در جایگاه اول قرار گرفت. نیک د وریس با خودرو شماره ۷ تویوتا و کالوم ایلوت یا خودرو شماره ۱۲ در رده‌های دوم و سوم قرار گرفتند. فورد خودرشماره ۷۷ تیم پروتون کامپتشن در اولین جلسه تعیین خط به دلیل مشکل مکانیکی، نتوانست زمانی را ثبت کند.

## مسابقه

### شروع و ساعات اولیه
مسابقه از ساعت ۱۱ صبح روز شنبه به وقت محلی آغاز شد. ۳۷ خودرو در شروع مسابقه حضور پیدا کردند: ۱۹ خودرو در کلاس هایپرکار و ۱۸ در کلاس ال‌ام‌جی‌تی۳. در طول دور گرم کردن آغازین خودرو ایزوتا فراشینی تیپو ۶ ال‌ام‌اچ-سی شماره ۱۱ قدرت خود را از دست داد و مجبور شد مسابقه را از پیت لین (گاراژ) شروع کند. پس از پرچم سبز، فراری شماره ۵۰ با رانندگی میگل مولینا از خودرو پورشه شماره ۵ به رانندگی مایکل کریستنسن سبقت گرفت. در کلاس ال‌ام‌جی‌تی۳، مالیخین با پورشه شماره ۹۲ از ایان جیمز از استون مارتین شماره ۲۷ سبقت گرفت. تام ون رامپوی راننده ای که شنبه پول پوزیشن مسابقه را کسب کرده بود در شروع مسابقه به رتبه ششم تنزل یافت. پس از ۲۶ دقیقه، پژو شماره ۹۳ از لورن وانتور با خودرو شماره ۶ پورشه و کریستنسن شماره ۵ پورشه سبقت گرفت. مک‌لارن شماره ۵۹ در اوایل مسابقه با خودرو شماره ۸۵ آیرون دیمز لامبورگینی برخورد کرد که باعث شد خودرو شماره ۵۹ برای بیش از ۱۵ دقیقه به داخل پیت برای تعمیر برود.